# Le Matin (Suisse)
Pour les articles homonymes, voir Le Matin.
Le Matin est un journal suisse, propriété de Tamedia publications romandes, lancé en 1893. L'édition papier est supprimée en 2018 (sauf l'édition dominicale Le Matin dimanche) pour une version intégralement numérique et gratuite.

## Description
Le Matin est dirigé par le rédacteur en chef Laurent Siebenmann (Le Matin).
Le Matin est paru pour la dernière fois sous sa forme papier le samedi 21 juillet 2018, avec un numéro spécial de 64 pages où chaque journaliste ou membre de la rédaction était invité à s'exprimer sur ses souvenirs au Matin.

## Chronologie
- 1862, publication de L'Estafette
- Octobre 1893, fondation de La Tribune de Lausanne.
- 1895, L'Estafette fusionne avec La Tribune de Lausanne.
- 1912, les fondateurs des Imprimeries Réunies (éditeur de la Feuille d'avis de Lausanne), à l'occasion d'une succession, acquièrent La Tribune.
- Édition du dimanche
- 1972, La Tribune dimanche est rebaptisée Le Matin dimanche[4]
- 1984, la Tribune de Lausanne devient Le Matin[5]. Le Matin est encore parfois appelé familièrement la Tribune.
- 2001, Le Matin paraît en format tabloïd.
- 2005, parution d'un petit frère gratuit Le Matin bleu.
- 2009, interruption de la diffusion du gratuit Le Matin bleu à la suite de la fusion du groupe Edipresse, éditeur du Matin, et de Tamedia, éditeur de 20 minutes, concurrent direct du Matin bleu.
- Le 21 juillet 2018, la dernière édition du Matin est publiée. Le journal quotidien est abandonné. Les versions dominicale et en ligne continuent.

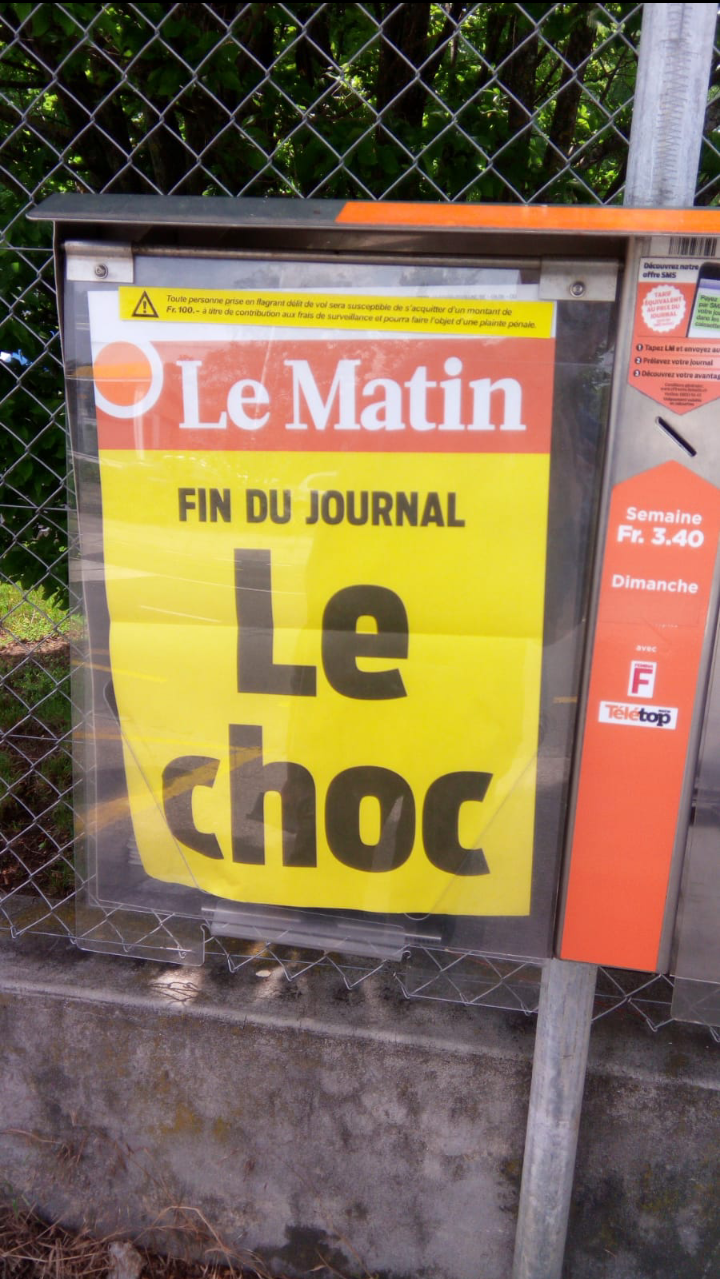
La caissette du journal le matin le 8 juin 2018 à Orbe. Une des dernières manchettes du journal.

En 2024, Tamedia annonce la fusion des rédactions de 24 heures, de la Tribune de Genève et du Matin dimanche (formant ainsi une unique rédaction romande des titres du groupe).

### Identité visuelle (logo)

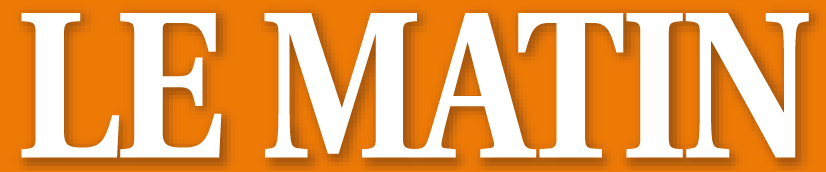
Ancien logo jusqu'à octobre 2011
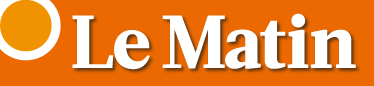
Logo de octobre 2011 à septembre 2019
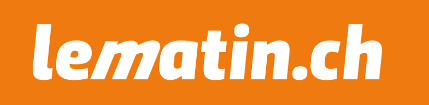
Nouveau logo depuis le 16 septembre 2019 à 8h01